# End of All Days
End of All Days jedanaesti je studijski album njemačkog heavy metal-sastava Rage. Diskografska kuća GUN Records objavila ga je 9. rujna 1996.

## Popis pjesama
Tekstovi: Peter "Peavy" Wagner. 
| 1.    | »Under Control«             | 4:07 |
| 2.    | »Higher than the Sky«       | 4:17 |
| 3.    | »Deep in the Blackest Hole« | 4:23 |
| 4.    | »End of All Days«           | 4:45 |
| 5.    | »Visions«                   | 4:17 |
| 6.    | »Desperation«               | 4:55 |
| 7.    | »5:36«                      | 5:36 |
| 8.    | »Let the Night Begin«       | 3:53 |
| 9.    | »Fortress«                  | 3:56 |
| 10.   | »Frozen Fire«               | 3:42 |
| 11.   | »Talking to the Dead«       | 4:00 |
| 12.   | »Face Behind the Mask«      | 3:37 |
| 13.   | »Silent Victory«            | 4:54 |
| 14.   | »Fading Hours«              | 6:28 |
| 62:50 |                             |      |

## Zasluge
Rage
- Peter "Peavy" Wagner – vokali, bas-gitara, produkcija
- Spiros Efthimiadis – gitara
- Sven Fischer – gitara
- Chris Efthimiadis – bubnjevi

Dodatni glazbenici
- Christian Wolff – klavijature

Ostalo osoblje
- George Marino – mastering
- Peter Dell – naslovnica, grafički dizajn
- Jens Peter Rosendahl – fotografije
- Andreas Marschall – naslovnica
- Ulli Pössell – produkcija, inženjer zvuka, miks